# IF Elfsborg
För andra betydelser, se Älvsborg (olika betydelser).
IF Elfsborg är en idrottsförening i Borås, med inriktning främst på fotboll. Föreningen debuterade i Allsvenskan den 2 augusti 1926 i en match mot Örgryte IS och spelade i högsta serien oavbrutet fram till 1954. Under föreningens storhetstid från mitten av 1930-talet fram till 1947 bildade laget stommen i det svenska landslaget. IF Elfsborg har vunnit SM-guld sex gånger, 1936, 1939, 1940, 1961, 2006 och 2012.

## Historia

### Början
IF Elfsborg grundades som Borås Fotbollslag den 26 juni 1904. 1906 antog man namnet IF Elfsborg. Den första framgången kom 1908 då Elfsborg blev DM-mästare efter finalseger mot Mariestad.
På tidigt 1920-tal spelade föreningen också bandy och deltog i svenska mästerskapet i bandy 1922, dock utan att vinna någon match.

### Vägen till Allsvenskan

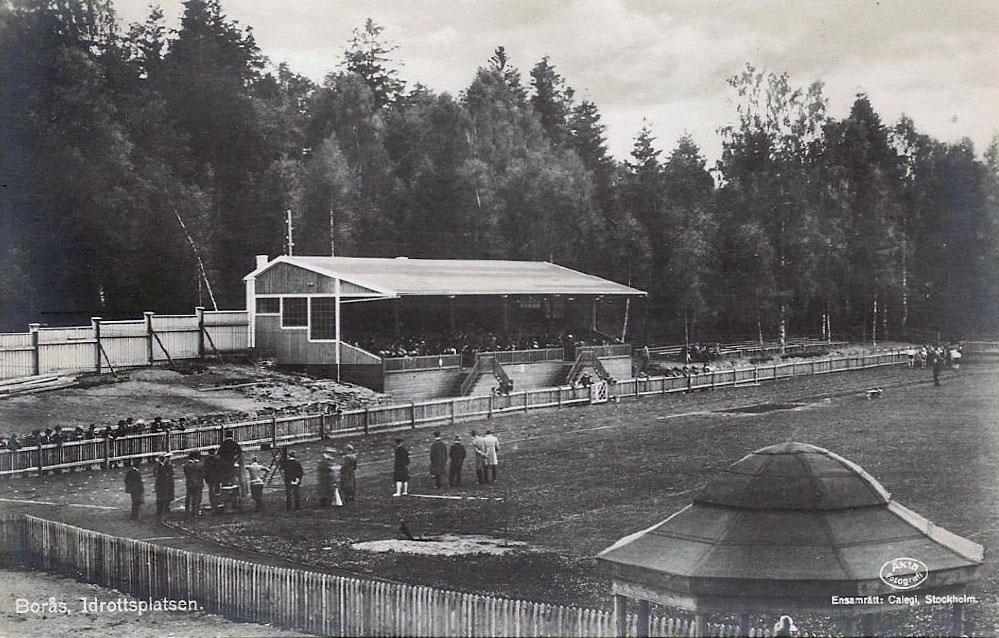
Ramnavallen omkring 1920.

När det nationella seriesystemet startade säsongen 1924/25 spelade Elfsborg i Västsvenska serien i division 2. Redan säsongen därpå, 1925/26, vann Elfsborg serien och gick vidare till kval till Allsvenskan. I kvalet fick de möta Halmstads BK och efter att lagen vunnit varsin match blev det en tredje avgörande match i Göteborg. Den matchen vanns av Elfsborg med 4–1 och Nils Hedihn gjorde alla Elfsborgs fyra mål i den andra halvleken. Det innebar att Elfsborg gick upp till Allsvenskan för första gången.
Första säsongen i Allsvenskan, 1926/27, slutade Elfsborg på tionde plats, med två poängs marginal till Westermalms IF under nedflyttningsstrecket. Första allsvenska segern kom för övrigt mot just Westermalms IF. Därefter etablerade sig klubben som ett stabilt allsvenskt lag med en femteplacering redan säsongen därpå, 1927/28. Säsongen 1930/31 var klubben nära att åka ur då de slutade på lika många poäng som nian IFK Eskilstuna och elvan Redbergslids IK, men klarade sig kvar på bättre målkvot. Klubben fortsatte därefter att rada upp mittenplaceringar under början av 1930-talet.
Den 11 september 1927 debuterade Sven Jonasson i Allsvenskan för Elfsborg. Därefter spelade han i alla Elfsborgs allsvenska matcher fram till 1943, vilket innebar en svit på 332 allsvenska matcher i följd, än idag rekord. Totalt spelade han 409 matcher och gjorde 252 mål för Elfsborg under sin karriär. Han vann även skytteligan två gånger, 1933/34 och 1935/36.
Hemmaplan var under hela den här perioden Ramnavallen. Den ersattes 1941 av Ryavallen.

### Storhetstiden 1934 till 1947

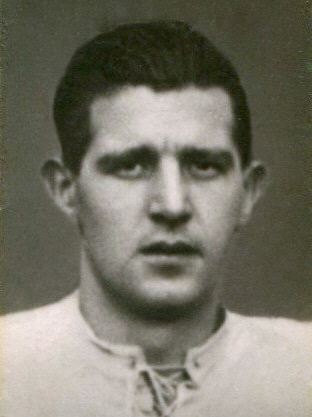
Sven Jonasson.

Säsongen 1934/35 tog Elfsborg sin första allsvenska medalj, lilla silvret, när de slutade på tredje plats. Det skulle dock visa sig att det bara var början på klubbens storhetstid. Säsongen därpå, 1935/36, vann Elfsborg för första gången Allsvenskan. Detta efter att bland annat ha avslutat säsongen med ett dubbelmöte med tvåan AIK där Elfsborg vann både i Stockholm med 3–2 och hemma på Ramnavallen med 4–1 inför 16 348 åskådare (vilket är publikrekord för Ramnavallen). En annan minnesvärd match den säsongen var bortamatchen mot IFK Eskilstuna den 19 april 1936 på Tunavallen i Eskilstuna. Serieledarna Elfsborg slog då hemmalaget, som låg sist i Allsvenskan, med hela 12–2. Det är än idag Elfsborgs största vinst och den största vinsten på bortaplan i Allsvenskans historia.
Elfsborgs första guldtrupp bestod av Erik Källström, Gillis Andersson, Åke Samuelsson, Sven Jonasson, Karl-Erik Grahn, Erik Lager, Richard Borg, Erik Olsson, Åke Hallman, Arvid Emanuelsson, Axel Ohlsson (målvakt), Henry Lindbom, Einar Jonasson (målvakt), Yngve Öhlander, Axel Stenholm, Gösta Dahl och Rolf Karlsson.
De två säsongerna därefter blev det en femteplats 1936/37 och en fjärdeplats 1937/38. Sommaren 1938 spelades Fotbolls-VM i Frankrike och flera i det svenska bronslaget var spelare från Elfsborg. Bland annat gjorde Sven Jonasson det hundrade målet genom tiderna i VM.[källa behövs] Säsongen 1938/39 slutade Elfsborg återigen på första plats i Allsvenskan. Denna gång blev segermarginalen till AIK på andra plats hela nio poäng. Framgången fortsatte säsongen därpå, 1939/40, då Elfsborg återigen vann Allsvenskan. De slutade på samma poäng som IFK Göteborg, men hade bättre målkvot (det var den sista säsongen med målkvot, säsongen därpå infördes målskillnad).
Trupperna de båda guldsäsongerna var i princip desamma, endast tre spelare var endast med 1939 och lika många endast 1940. Spelarna som var med i trupperna var Erik Källström, Gillis Andersson, Åke Samuelsson, Sven Jonasson, Karl-Erik Grahn, Arvid Emanuelsson, Einar Jonasson (målvakt), Gösta Dahl, Ragnar Blixt, Knut Johansson, Åke Sandberg, Sture Andersson, Axel Stenholm, Nils Samuelsson, Ragnar Lennartsson, Olle Lindeborg, John Andrén, Holger Magnusson, Ernst Hernkvist, Richard Ödéhn och Knut Jonasson.
Efter en fjärdeplats 1940/41 och en sjundeplats 1941/42 slutade Elfsborg tvåa tre säsonger i rad, 1942/43, 1943/44 och 1944/45. Framförallt säsongen 1942/43 var de inte långt från segern, endast en poäng skilde dem från segrarna IFK Norrköping.
Även om klubben tog bronset för fjärdeplatsen säsongen 1946/47 så var den mer än ett decennium långa storhetsperioden över. Totalt vann Elfsborg medalj i tio av de tretton säsongerna mellan 1934/35 och 1946/47.

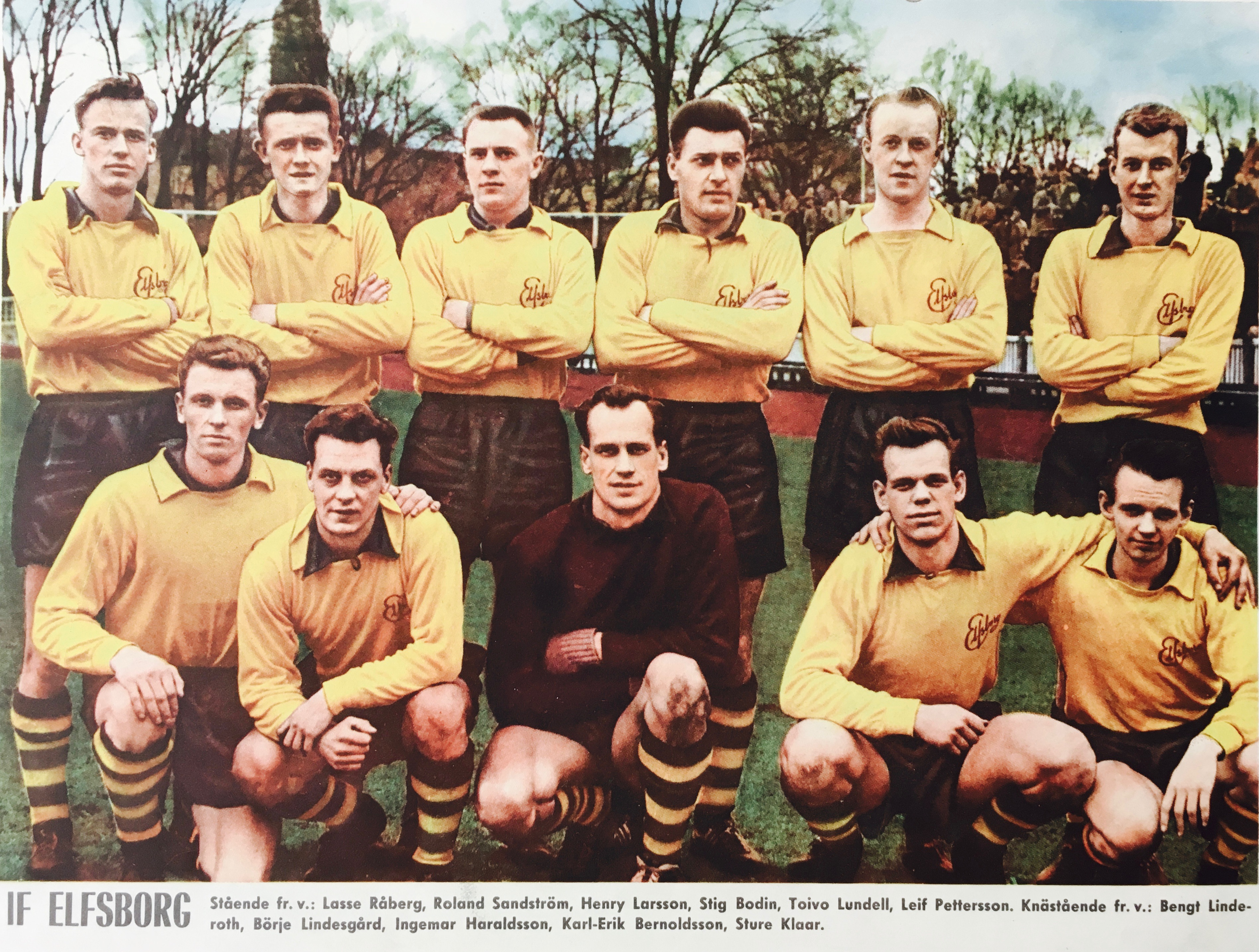
Laget från 1959 – från vänster i övre raden: Lasse Råberg, Roland Sandström, Henry Larsson, Stig Bodin, Toivo Lundell, Leif Pettersson. Knästående i undre raden: Bengt Linderoth, Börje Lindesgård, Ingemar Haraldsson, Karl-Erik Bernoldsson och Sture Klaar.

### Från mittenlag iallsvenskantill division 2
Från säsongen 1947/48 och fram till säsongen 1952/53 slutade Elfsborg på tionde plats precis ovanför nedflyttningsstrecket alla säsonger utom en då de slutade på sjunde plats. Lindansandet precis vid nedflyttningsstrecket var nära att ta slut redan säsongen 1950/51 då det endast var tre fler gjorda mål som skilde Elfsborg från AIK under strecket.
Säsongen 1953/54 var lindansandet över och Elfsborg degraderades för första gången i klubbens historia från Allsvenskan efter 28 säsonger i rad. Klubben slutade på sista plats, sex poäng från Kalmar FF ovanför strecket.
Första säsongen i division två, 1954/55, slutade klubben på en tredjeplats i Götalandsserien. Serien vanns av lokalkonkurrenten Norrby IF, som därmed blev bästa laget från Borås.
Därefter följde fyra säsonger i rad då Elfsborg slutade på andra plats och därmed missade chansen att kvala tillbaka upp till Allsvenskan.
Säsongen 1960 vann Elfsborg Västra Götalandsserien med hela tretton poängs marginal till IK Oddevold på andraplatsen. Klubben vann därefter det allsvenska kvalet före Örebro SK, IFK Luleå och IFK Kristianstad. Den sex år långa frånvaron från Allsvenskan var därmed över.

### SM-guldet 1961

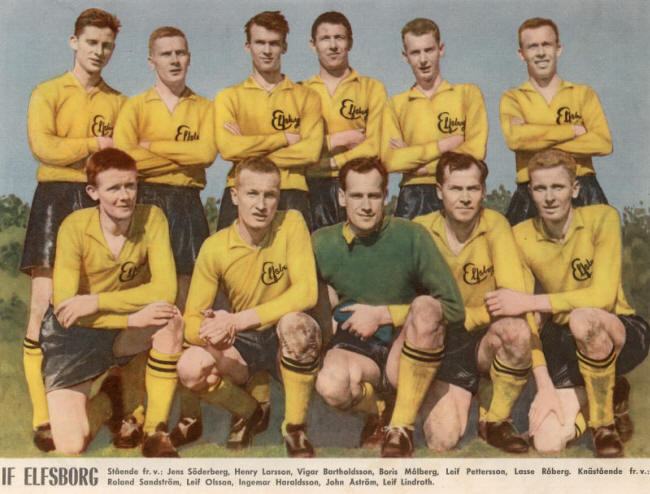
Laget som vann SM-guld 1961.

1961 vann IF Elfsborg sitt fjärde SM-guld. Det var första gången som ett lag efter att ha blivit uppflyttat från division 2 gick hela vägen och blev svenska mästare. Under året spelade man bland annat en match mot IFK Göteborg som slutade 5–5. Tidernas publikrekord för Ryavallen på 22.654 kom i mötet med IFK Norrköping 1961. Svenska mästare 1961: Boris Målberg, Ingemar Haraldsson, Leif Olsson, Jens Söderberg, Wigar Bartholdsson, Toivo Lundell, Leif Petersson, Bengt Lindroth, Roland Sandström, Henry Larsson, Lars Råberg, Rolf Johansson. I laget spelade även en ung Ove Grahn som gjorde fyra matcher under säsongen.
1965 vann Elfsborg stora silvret.

### 1977: Stora silvret
1970 tog Elfsborg allsvenskt brons via fjärdeplatsen men åkte påföljande säsong ur allsvenskan. Elfsborg tog sig direkt tillbaka som seriesegrare i Division II.
1977 nådde Elfsborg sin bästa placering sedan 1961 och 1965 då man kom tvåa i allsvenskan bakom Malmö FF. I laget spelade då Elfsborgs stora skyttekung i modern tid Thomas Ahlström. Ahlström var bland annat med i VM i fotboll 1974 och var under flera år framstående i Elfsborgs anfall. Årets höjdpunkter i allsvenskan var matcherna mot IFK Göteborg då Elfsborg inför storpublik vann med 2–1 på Nya Ullevi och sedan tog en storseger med 4–0 hemma. Målvakten Tore Stenbäcken blev ny rekordman genom att hålla nollan i 674 minuter.
1979 följde en tredjeplacering i allsvenskan.

### Upp och ner mellan allsvenskan och division 1
1981 kvalade IF Elfsborg sig kvar i allsvenskan via kvalseger mot BK Häcken. 1982 tog man lilla silvret (trea i allsvenskan). I SM-slutspelet tog man sig till semifinal.
Elfsborg åkte ur Allsvenskan 1984 men gjorde comeback 1986 bara för att åka ner igen 1987. Det skulle ta lång tid innan Elfsborg återigen blev allsvenskt. Efter flera placeringar strax bakom toppen tog man klivet upp 1996.

### 1997: Comeback i Allsvenskan
1997 gjorde Elfsborg comeback i allsvenskan efter serieseger i division 1 södra. I laget fanns flera blivande landslagsspelare: Anders Svensson, Tobias Linderoth och Fredrik Berglund var unga talanger i det framgångsrika laget som leddes av Anders Linderoth. Hemmapremiären vanns mot mästarna IFK Göteborg med 3–0 och är en av de mest klassiska Elfsborgs-matcherna. Klubben nådde slutligen en sjundeplats men fick de följande åren kämpa för att hänga kvar i Allsvenskan. En av den tidens mest lovande anfallare i Elfsborg var Moses Nsubuga som spelade denna säsong, tills han i november var med i en bilolycka och fick amputera vänster ben.

### Cupguld 2001 och 2003
2000 kom man på femteplats och var länge med i den absoluta toppen i allsvenskan och Anders Svensson och Fredrik Berglund fick sina definitiva genombrott som offensiv mittfältskreatör respektive skyttekung. Efter en bedrövlig inledning radade man upp segrar. Den 25 maj 2001 vann man Svenska cupen i en finalmatch mot AIK i Jönköping som slutade med en utdragen straffläggning där Elfsborg slutligen stod som segrare. Tränaren som vänt den negativa trenden var B-A Strömberg. Negativa rubriker kom då det visade sig att klubben glömt att registrera spelare för spel och man blev av med poäng i allsvenskan och dömdes till förlust i UEFA-cupen.
Förlusten av bl.a. Svensson och Berglund gjorde att man inte kunde bygga vidare på 2000 års stora framgång i Allsvenskan och laget hamnade under nya tränaren Anders Grönhagen på en tiondeplats flera år i rad. Framgångar kom istället i cupen där segern 2001 följdes upp av en ny seger 2003. Fredrik Berglund lånades under en kort period hem från Roda JC men gjorde ingen större succé.

### Borås Arena och hemvändande utlandsproffs

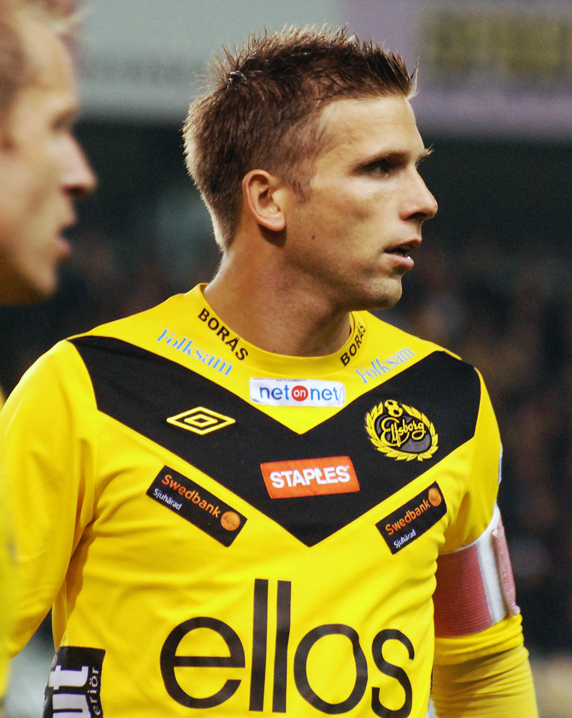
Anders Svensson, 2012.

Under 2005 blev Elfsborg rubrikernas klubb då man först köpte hem landslagsspelaren Anders Svensson och senare även tog hem anfallaren Mathias Svensson. Mathias Svensson spelade i Elfsborg då laget kvalificerade sig för Allsvenskan 1996, men spelade aldrig i Allsvenskan utan gick istället till England. I laget fanns även U21-mittfältaren Samuel Holmén som har utvecklats till en A-landslagsspelare. Trots värvningarna kunde laget inte riktigt övertyga utan hamnade till slut på en sjundeplats vilket var en liten förbättring jämfört med tidigare år. En av de stora överraskningarna var anfallstalangen Joakim Sjöhage som slog igenom stort under året och tillsammans med veteranen Hasse Berggren bildade ett giftigt anfall. Berggren gjorde under året sin bästa säsong och blev trea i den allsvenska skytteligan med 13 mål. Dock skedde en av Elfsborgs sämsta insatser på plan detta år, då man i sista omgången besökte Stockholms Stadion för att spela mot redan klara mästarna Djurgårdens IF. Elfsborg förlorade den matchen med inte mindre än 8–1.
En annan satsning från Elfsborg sida på senare år var byggandet av Borås Arena som ersatte klassiska Ryavallen inför Allsvenskan 2005. Borås Arena är en modern fotbollsarena utan löparbanor.

### Det första SM-guldet på 45 år
2006 vann IF Elfsborg Allsvenskan, och därmed sitt femte SM-guld. Inför säsongen 2006 stod det klart att Elfsborgs skyttekung Hasse Berggren lämnade klubben för spel i BK Häcken, men Elfsborg hade redan under 2005 köpt hem Mathias Svensson som ersättare. Elfsborg hade inför säsongen värvat bland annat offensive mittfältaren Stefan Ishizaki från Vålerenga IF och mittbacken Andreas Augustsson från Sandefjord. Augustsson kom att bli en avgörande faktor som försvarschef. På mittfältet spelade Anders Svensson till en början på kanten men flyttades senare under säsongen in på mitten. Svensson blev också lagkapten sedan Johan Sjöberg blivit långtidsskadad. Mittfältet var en intrikat sak där man hade flera kompetenta spelare att försöka få in, inte minst U21-landslagsmannen Samuel Holmén som ville, precis som Anders Svensson, spela på mitten. Tränaren Magnus Haglund löste det hela genom att spela 4–5–1 med Mathias Svensson som ensam anfallare längst fram.
Under mitten av året hämtade Elfsborg Jon Jönsson från Malmö FF som gick direkt in i laget som mittback och övertygade med starkt försvarsspel och flera mål framåt. Jönsson gjorde bland annat segermålet i bortamatchen mot Kalmar FF under hösten (1–0). Under slutomgångarna klickade spelet flera gånger för Elfsborg som bland annat bara fick oavgjort hemma mot bottenlaget Östers IF och förlorade borta mot Hammarby. AIK hade slagläge i den nästa sista omgången efter att Elfsborg spelat 1–1 mot Helsingborgs IF men efter att AIK spelat 0–0 mot GAIS hade Elfsborg guldläge.
IF Elfsborg vann med 1–0 mot Djurgårdens IF på ett fullsatt Borås Arena i den sista avgörande omgången av Allsvenskan. Guldmålskytt blev Joakim Sjöhage som slog in bollen som var på väg in i mål efter att Mathias Svensson nickat från sidan. Elfsborg vann därmed allsvenskan med en poäng tillgodo mot AIK.

### Supercupmästare 2007
Den 31 mars 2007 vann de regerande svenska mästarna IF Elfsborg den första upplagan av supercupen genom att besegra svenska cupen-mästarna 2006, Helsingborgs IF, med 1–0 på Borås Arena. Matchvinnare blev James Keene.
I mitten av 2007 återvänder gamle Elfsborgsspelaren Fredrik Berglund till sin gamla klubb och gör tillsammans med värvningen från HIF, Fredrik Björck debut i IF Elfsborg.
Under sommaren 2008 var Elfsborg en av elva vinnare av Intertotocupen.

### SM-guld 2012

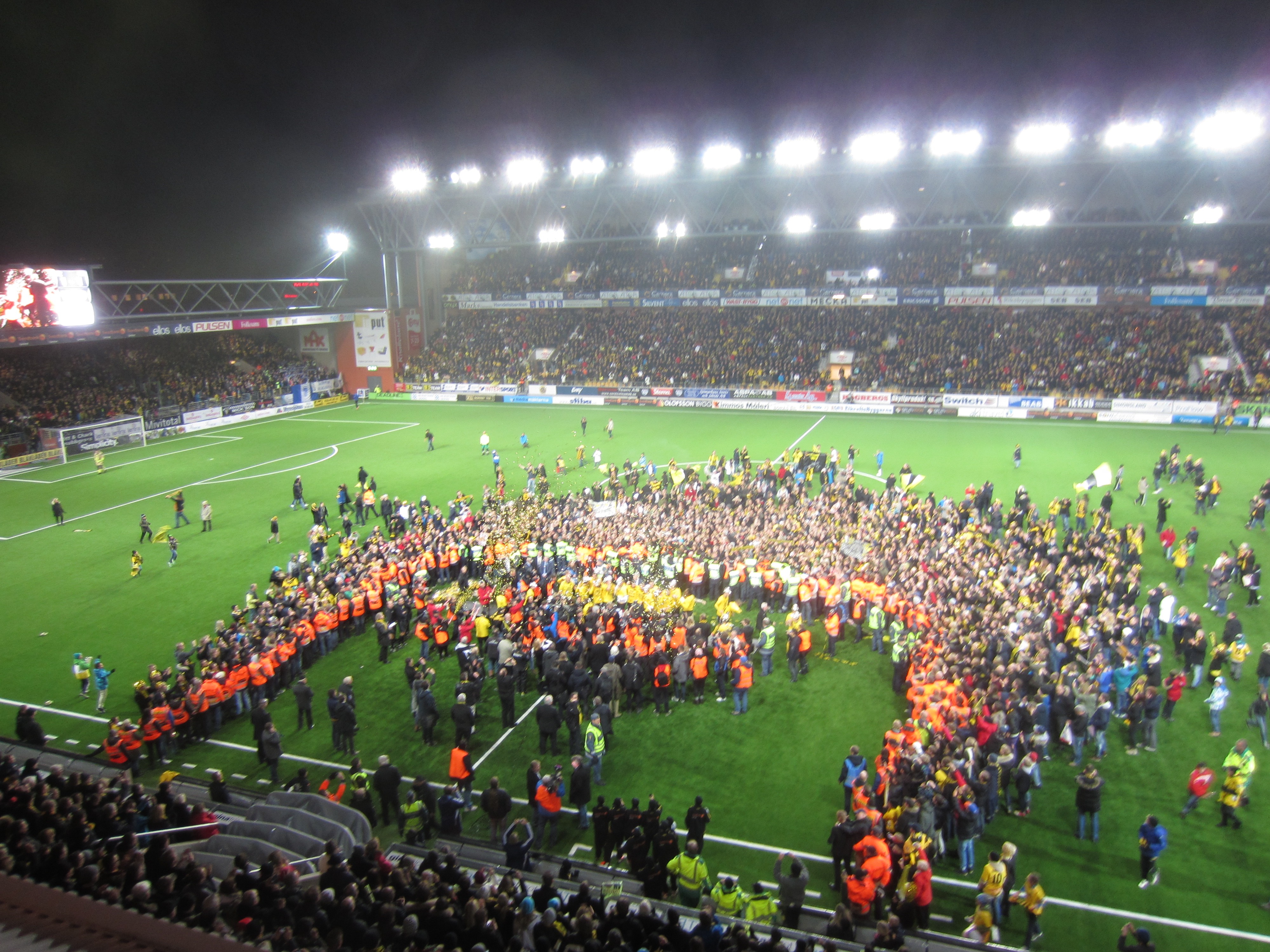
Borås Arena vid firandet av IF Elfsborgs SM-guld 2012.

Den 4 november 2012 vann Elfsborg fotbollsallsvenskan 2012 efter 1–1 i sista omgången mot Åtvidabergs FF och med ett mål av den offensive mittfältaren Stefan Ishizaki. Det räckte eftersom Malmö FF förlorade mot AIK med 2–0. Tvåa blev Häcken, trea Malmö FF och fyra AIK. Efter 12 omgångar hade de skaffat sig en serieledning på 8 poäng och experter sade att serien var avgjord. Men laget fick bara en poäng på de tre matcherna efter sommaruppehållet. Sedan vann laget matcher och höll sig kvar i toppen. Slutstriden under hösten var en av de jämnaste och mest spännande på många år i Allsvenskan.

## Europacupspel

### Uefa Champions League

#### Säsongen 2007/2008
Elfsborg kvalade under 2007 till Uefa Champions League 2007/2008. I första kvalomgången mötte laget Linfield FC från Nordirland. Matcherna spelades i Belfast 17 juli och i Borås 25 juli. Matchen i Belfast slutade 0–0 och matchen på Borås Arena slutade 1–0 efter mål av Mathias Svensson. I andra kvalomgången väntade Debreceni VSC från Ungern. Elfsborg vann med 1–0 borta och spelade sedan 0–0 hemma. I den sista kvalomgången väntade Valencia CF där laget hade stora svårigheter och förlorade med hela 3–0 borta och hemmamatchen slutade 1–2. Elfsborg var därmed utslagna ur kvalet till Uefa Champions League 2007/2008.

### Uefa Europa League (f.d. Uefacupen)

#### Säsongen 2001/2002
Efter segern i Svenska cupen säsongen 2000/2001 blev det en kvalplats till Uefacupen 2001/2002, där man vann i kvalet men förlorade i första omgången mot Legia Warszawa.

#### Säsongen 2004/2005
Elfsborg vann Svenska cupen 2003 och fick därmed en kvalplats till Uefacupen 2004/2005, där man i kvalet besegrade FC Glentoran men förlorade i huvudturneringens första omgång mot Dynamo Zagreb.

#### Säsongen 2007/2008
Elfsborg blev för första gången i klubbens historia klara för Uefacupens gruppspel 2007/2008 då man slog ut rumänska FC Dinamo Bucureşti i sista kvalomgången med sammanlagt 2–2 tack vare fler gjorda mål på bortaplan (1–2). James Keene gjorde båda Elfsborgs mål mot Dinamo.

#### Säsongen 2008/2009
Tack vare segern i Intertotocupen 2008 (se nedan) fick Elfsborg en plats i kvalet till Uefacupen 2008/2009, där man dock åkte ur direkt i andra kvalomgången mot St Patrick's Athletic från Irland med 3–4 totalt.

#### Säsongen 2024/2025
Efter en andra plats i Allsvenskan 2023 fick Elfsborg spela kval till Europa League. Efter att ha slagit ut Pafos FC, FC Sheriff Tiraspol och HNK Rijeka i kvalspelet fick Elfsborg möta Molde FK i ett avgörande dubbelmöte om en plats i huvudturneringen. Efter att vunnit borta med 1-0 förlorade Elfsborg hemma med 0-1 och straffläggning avgjorde, där vann Elfsborg och kvalificerade sig för huvudturningen. I Elfsborgs första match av Europa League 24/25, mötte dom nederländska AZ Alkmaar på bortaplan, matchen slutade 3-2 till AZ. I deras andra match, mötte dom italienska Roma på Borås Arena, då Elfsborg skrällade, och vann med 1-0 efter ett straffmål från Michael Baidoo i slutet av första halvleken.

### Intertotocupen

#### Säsongen 2008
Elfsborg tog sin första titel i Europa genom att bli en av elva vinnare av Intertotocupen 2008. På vägen besegrades HB från Färöarna med 4–1 totalt, Hibernian från Skottland med 4–0 totalt och Rīga från Lettland med 1–0 totalt.

## Royal League

### Säsongen 2006/2007
Efter Allsvenska guldet 2006 fick Elfsborg en plats i Royal League. Laget gick vidare från gruppspelet men förlorade i kvartsfinalen mot FC Köpenhamn.

## Tränare[7]

### Huvudtränare
- Carl Larsson (1916–1925)
- Erik Börjesson (våren 1926)
- Carl Larsson (1926–1930)
- Skolaut (våren 1930)
- Carl Larsson och Thure Claesson (1930–1938)
- Sven Zachrisson (1938–1946)
- John Mahon (1946–1949)
- Karl-Erik Grahn (1949–1952)
- Sven Jonasson (1952–1954)
- Adolf Vogl (1954–1957)
- Thure Nygren (1957–1958)
- Sven Zachrisson (1959–1960)
- Karl-Erik Grahn (1961–1962)
- Karl Neschy (1962–1963)
- Thure Nygren (juni 1963–1967)
- Hans Karlsson (1968–1969)
- Thure Nygren (1970–1972)
- Lars Hedén (1973–1975)
- Jens Lindblom (maj 1976)
- Bengt Lindroth (hösten 1976)
- Rolf Svensson (1977–1982)
- Wåge Eriksson (1983)
- Lars Hedén (1984)
- Leif Målberg (1985–1986)
- Sven Andersson (våren 1987)
- Hans Ohlsson (hösten 1987)
- Jan Mak (1988–1990)
- Leif Målberg (aug–okt 1990)
- Hans Lindbom (1991–1992)
- Håkan Sandberg (1993–1994)
- Anders Linderoth (1995–1997)
- Karl-Gunnar Björklund (1998–1999)
- Bengt-Arne "B-A" Strömberg (2000–2001)
- Anders Grönhagen (2002–2003)
- Magnus Haglund (2004–2011)
- Jörgen Lennartsson (2012–2013)
- Klas Ingesson (2013–2014)
- Magnus Haglund (2014–2017)
- Jimmy Thelin (2018–2024)
- Oscar Hiljemark (2024-)

### Assisterande tränare
- Hans Ohlsson (1982)
- Roger Karlsson (1984–1985)
- Hans Ohlsson (1986–1987)
- Tommy Pedersen (1988)
- Tommy Pargren (1989–1990)
- Tommy Pedersen (1991–1993)
- Jan Flodin (1994)
- Micael Johansson (1995–1997)
- Bengt-Arne Strömberg (1998–1999)
- Thomas Ahlström (1999–2003)
- Peter Wettergren (2004–2015)
- Jan Mian (2014–2017)
- Reine Almqvist (hösten 2015)
- Nemanja Miljanovic (2016–2017)
- Tobias Linderoth (2018)
- Miguel Angel Beas Martinez (2018–2019)
- Emir Bajrami (2020–)

## Spelare

### Spelartruppen
(L) – Inlånad spelare
| Nummer      | Land      | Spelare              | Födelsedatum      | Kom från          | Moderklubb         |           |
| Målvakter   | Målvakter | Målvakter            | Målvakter         | Målvakter         | Målvakter          | Målvakter |
| ----------- | --------- | -------------------- | ----------------- | ----------------- | ------------------ | --------- |
| 1           | Sverige   | Simon Eriksson       | 24 april 2006     | FC Stockholm      | Sunnersta AIF      |           |
| 30          | Sverige   | Lucas Hägg-Johansson | 11 juli 1994      | IF Brommapojkarna | Husie IF           |           |
| 31          | Sverige   | Isak Pettersson      | 6 juni 1997       | Stabæk            | Genevad/Veinge IF  |           |
| Försvarare  |           |                      |                   |                   |                    |           |
| 2           | Ghana     | Terry Yegbe          | 25 januari 2001   | SJK               | Kickers            |           |
| 4           | Norge     | Daniel Granli        | 1 maj 1994        | ADO Den Haag      | Lier               |           |
| 6           | Sverige   | Rasmus Wikström      | 18 mars 2001      | Mjällby AIF       | Partille IF        |           |
| 8           | Sverige   | Sebastian Holmén     | 29 april 1992     | Çaykur Rizespor   | Annelunds IF       |           |
| 13          | Sverige   | Johan Larsson        | 5 maj 1990        | Brøndby           | Kinna IF           |           |
| 19          | Tunisien  | Rami Kaib            | 8 maj 1997        | Djurgårdens IF    | IFK Nyköping       |           |
| 23          | Sverige   | Niklas Hult          | 13 februari 1990  | Hannover          | IFK Värnamo        |           |
| 26          | Sverige   | Ludvig Richtnér      | 10 april 2005     | IF Elfsborg U     | Huddinge IF        |           |
| 28          | Sverige   | Frode Aronsson       | 25 oktober 2005   | IF Elfsborg U     | IK Tord            |           |
| 29          | Nigeria   | Buhari Ibrahim       | 8 oktober 2001    | Plateau United    | Plateau United     |           |
| Mittfältare |           |                      |                   |                   |                    |           |
| 7           | Danmark   | Jens Jakob Thomasen  | 25 juni 1996      | Nîmes             | Sanderum           |           |
| 9           | Kosovo    | Arbër Zeneli         | 25 februari 1995  | Adana Demirspor   | Hälsinggårdens AIK |           |
| 10          | Sverige   | Simon Olsson         | 14 september 1997 | Heerenveen        | IK Östria Lambohov |           |
| 15          | Sverige   | Simon Hedlund        | 11 mars 1993      | Brøndby           | IFK Trollhättan    |           |
| 16          | Finland   | Altti Hellemaa       | 25 juli 2004      | Trelleborgs FF    | TiPS               |           |
| 18          | Island    | Júlíus Magnússon     | 28 juni 1998      | Fredrikstad       | Leiknir            |           |
| 27          | Sverige   | Besfort Zeneli       | 21 november 2002  | IF Elfsborg U     | IF Elfsborg        |           |
| Anfallare   |           |                      |                   |                   |                    |           |
| 11          | Sverige   | Taylor Silverholt    | 4 april 2001      | Helsingborgs IF   | BK Astrio          |           |
| 17          | Sverige   | Per Frick            | 14 april 1992     | IF Elfsborg U     | Kils AIK           |           |
| 20          | Sverige   | Gottfrid Rapp        | 13 augusti 2005   | IF Elfsborg U     | Svenljunga IK      |           |
| 21          | Sverige   | Leo Östman           | 15 mars 2006      | IF Elfsborg U     | Falu BS            |           |
| 24          | Danmark   | Fredrik Ihler (L)    | 25 juni 2003      | Molde FK          | VSK Aarhus         |           |
| 25          | Island    | Ari Sigurpálsson     | 17 mars 2003      | Vikingur          | HK Kópavogs        |           |

### Utlånade spelare
| Nr | Land    | Pos | Namn                                               |
| -- | ------- | --- | -------------------------------------------------- |
| 1  | Sverige | MV  | Melker Uppenberg (i Umeå FC till 31 december 2025) |
| 12 | Danmark | A   | Emil Holten (i Fredrikstad till 31 december 2025)  |
| 14 | Ghana   | A   | Jalal Abdullai (i Molde FK till 31 december 2025)  |

| Nr | Land    | Pos | Namn                                             |
| -- | ------- | --- | ------------------------------------------------ |
| 22 | Kosovo  | A   | Dion Krasniqi (i KuPs till 31 december 2025)     |
| 24 | Sverige | MF  | Camil Jebara (i Kalmar FF till 31 december 2025) |
| 32 | Ghana   | F   | Rufai Mohammed (i IFK Värnamo till 28 juli 2025) |

### P19-Truppen 2023
| Nr | Land    | Pos | Namn                     |
| -- | ------- | --- | ------------------------ |
| -  | Sverige | MV  | Carl Josefsson (-04)     |
| -  | Sverige | MV  | Lucas Söderberg (-05)    |
| -  | Sverige | F   | Adam Johansson (-04)     |
| -  | Sverige | F   | Arian Sawsani (-04)      |
| -  | Sverige | F   | Frode Aronsson (-05)     |
| -  | Sverige | F   | Hari Bajrektarevic (-05) |
| -  | Sverige | F   | Ludvig Richtnér (-05)    |
| -  | Sverige | F   | Noah Nordén (-04)        |
| -  | Sverige | F   | Viktor Nylén (-05)       |
| -  | Sverige | MF  | Adam Bertilsson (-04)    |

| Nr | Land    | Pos | Namn                         |
| -- | ------- | --- | ---------------------------- |
| -  | Sverige | MF  | Calle Svensson Lillvik (-04) |
| -  | Sverige | MF  | Enzo Andrén (-05)            |
| -  | Sverige | MF  | Felix Älverdal (-05)         |
| -  | Sverige | MF  | Isak Edman (-05)             |
| -  | Sverige | MF  | Malte Wester (-05)           |
| -  | Sverige | A   | Andrés Lindberg (-04)        |
| -  | Sverige | A   | Carl Mauritzson (-04)        |
| -  | Sverige | A   | Jonatan Johansson (-04)      |
| -  | Sverige | A   | Lukas Paulsén (-05)          |
| -  | Sverige | A   | Theo Eliasson (-05)          |

### P17-Truppen 2023
| Nr | Land    | Pos | Namn                         |
| -- | ------- | --- | ---------------------------- |
| -  | Sverige | MV  | Hannes Bäck (-06)            |
| -  | Sverige | MV  | Wille Larsson (-06)          |
| -  | Sverige | F   | Adel Sovsic (-07)            |
| -  | Sverige | F   | Albin Jermen (-07)           |
| -  | Sverige | F   | Dag Hallgren (-07)           |
| -  | Sverige | F   | Elliot Grönberg (-06)        |
| -  | Sverige | F   | Felix Strömberg (-07)        |
| -  | Sverige | F   | Isak Snygg (-06)             |
| -  | Sverige | F   | Kasper Berndtsson (-06)      |
| -  | Sverige | F   | Leo Saritas Bylund (-06)     |
| -  | Sverige | F   | Oskar Gaschet Lundgren (-06) |
| -  | Sverige | F   | Samuel Luoga (-06)           |
| -  | Sverige | F   | Wilke Aronsson (-07)         |
| -  | Sverige | MF  | Ahmed Musa (-06)             |
| -  | Sverige | MF  | Arvid Södeliden (-06)        |

| Nr | Land    | Pos | Namn                           |
| -- | ------- | --- | ------------------------------ |
| -  | Sverige | MF  | Erdion Svarqa (-07)            |
| -  | Sverige | MF  | Karl Ivarsson Persson (-06)    |
| -  | Sverige | MF  | Konrad Folkesson (-07)         |
| -  | Sverige | MF  | Philip Garcia Jonasson (-06)   |
| -  | Sverige | MF  | Robin Svernfors (-07)          |
| -  | Sverige | A   | Abdifatah Mohamed (-06)        |
| -  | Sverige | A   | Armin Ovaldi (-07)             |
| -  | Sverige | A   | Dion Rujkovci (-07)            |
| -  | Sverige | A   | Elijas Gunnergård Ortan (-06)  |
| -  | Sverige | A   | Emilio Ulvholm Scarpelli (-07) |
| -  | Sverige | A   | Leo Östman (-06)               |
| -  | Sverige | A   | Lucas Eliasson (-06)           |
| -  | Sverige | A   | Simon Edman (-07)              |
| -  | Sverige | A   | Viggo Lidberg (-06)            |

## Statistik

### Topp 10 spelare med flest allsvenska matcher
Spelare i fet stil är fortfarande i IF Elfsborg.
Senast uppdaterad 26 december 2023
| Nr | Namn                            | Karriär                    | Matcher |
| -- | ------------------------------- | -------------------------- | ------- |
| 1  | Sven Jonasson                   | 1927–1947                  | 409     |
| 2  | Anders Svensson                 | 1997-2001, 2005-2015       | 370     |
| 3  | Karl-Erik Grahn                 | 1932-1949                  | 346     |
| 4  | Leif Målberg                    | 1965–1971, 1973–1980       | 337     |
| 5  | Andreas Klarström               | 1997-2005, 2010-2015       | 279     |
| 6  | Thomas Johansson                | 1973–1983                  | 276     |
| 7  | Leif Gustafsson                 | 1970-1971, 1973-1982, 1984 | 276     |
| 8  | Johan Larsson (fotbollsspelare) | 2010-2014, 2020-           | 272     |
| 9  | Arvid Emanuelsson               | 1933-1947                  | 270     |
| 10 | Johan Karlsson                  | 2001-2011                  | 263     |

### Topp 10 spelare med flest allsvenska mål[16]
Spelare i fet stil är fortfarande aktiva i IF Elfsborg.
Senast uppdaterad 26 december 2023
| Nr | Namn             | Karriär                    | Mål |
| -- | ---------------- | -------------------------- | --- |
| 1  | Sven Jonasson    | 1927–1947                  | 252 |
| 2  | Thomas Ahlström  | 1971, 1973–1979, 1982–1984 | 101 |
| 3  | Knut Johansson   | 1936–1944                  | 91  |
| 4  | Henry Larsson    | 1952–1954, 1961–1968       | 80  |
| 5  | Åke Samuelsson   | 1930–1941                  | 76  |
| 6  | Gillis Andersson | 1933–1943                  | 68  |
| 7  | Ove Grahn        | 1961–1965                  | 62  |
| 8  | Anders Svensson  | 1997–2001, 2005–2015       | 60  |
| 9  | Lasse Nilsson    | 2002–2004, 2008, 2011–2017 | 59  |
| 10 | Karl-Erik Grahn  | 1932–1949                  | 57  |

Fortfarande aktiv spelare med mest mål är Per Frick med 52 mål.

### Topp 10 spelare med flest allsvenska assist för Elfsborg (började först 1994)[18]
Spelare i fet stil är fortfarande aktiva i IF Elfsborg.
Senast uppdaterad 26 december 2023
| Nr | Namn              | Karriär                    | Assist |
| -- | ----------------- | -------------------------- | ------ |
| 1  | Stefan Ishizaki   | 2006-2013, 2018-2019       | 62     |
| 2  | Johan Larsson     | 2010-2015, 2020-           | 41     |
| 3  | Per Frick         | 2012-                      | 27     |
| 4  | Lasse Nilsson     | 2002-2004, 2008, 2011-2017 | 25     |
| 5  | Anders Svensson   | 1997-2001, 2005-2015       | 22     |
| 6  | Andreas Klarström | 1996-2005, 2010-2015       | 18     |
| 7  | Rasmus Alm        | 2019-2022                  | 15     |
| 8  | Simon Olsson      | 2016-2022                  | 15     |
| 9  | Emir Bajrami      | 2006-2010, 2015-2018       | 15     |
| 10 | Jeppe Okkels      | 2002-2007, 2017-2021       | 15     |

### Övrigt
- Publikrekord hemma:

Ryavallen: 22 654 mot IFK Norrköping (1961)
Borås Arena: 17 070 mot Kalmar FF (2005)
Ramnavallen: 16 348 mot AIK (1936)
- Publikrekord borta: 48 296 mot IFK Göteborg (1977)
- Största seger i Allsvenskan: 12–2 mot IFK Eskilstuna (1936)
- Största förlust i Allsvenskan: 1–8 mot Djurgården (2005)
- Flest mål på en säsong: Roland Sandström, 26 (1957/1958)

## Supporterföreningar
- Guliganerna
- Yellow Fanatics
- Skåne Guliganerna
- Gulsvart Göteborg
- Skaraborgs-Guliganerna
- Elfsborgare från Dalsland
- Elfsborgare i Södra Vätterbygd
- Gulsvarta Systrar
- Sektion Schlätta
- The Yellowship
- Sektion Retro